# 哈格尔施塔特
哈格尔施塔特是德国巴伐利亚州的一个市镇。总面积20.73平方公里，总人口2003人，其中男性1011人，女性992人（2011年12月31日），人口密度97人/平方公里。